# Ctenotus halysis
Espèce
Ctenotus halysis est une espèce de sauriens de la famille des Scincidae.

## Répartition
Cette espèce est endémique de l'Est de la région de Kimberley en Australie-Occidentale en Australie.

## Étymologie
Le nom spécifique halysis vient du grec halysis, la chaine, en référence au motif en forme de chaîne des stries latérales supérieures de ce saurien.

## Publication originale
- Horner, 2009 : Three new species of Ctenotus (Reptilia: Sauria: Scincidae) from the Kimberley region of Western Australia, with comments on the status of Ctenotus decaneurus yampiensis. Records of the Western Australian Museum, vol. 25, no 2, p. 181-199 (texte intégral).